# Princeps pastorum
Princeps pastorum (latim para 'Príncipe dos pastores') é o título de uma carta encíclica promulgada pelo Papa João XXIII em 28 de novembro de 1959. É derivado de uma passagem bíblica: I Pedro 5: 4. Em sua tradução para o inglês, a carta começa com a frase No dia em que "o Príncipe dos pastores" nos confiou Seus cordeiros e ovelhas. Refere-se a Jesus Cristo. 
Celebra o sucesso das missões católicas romanas para promover a fé, encoraja a promoção do clero nativo nos países aos quais as missões se estendem  e enfatiza a importância dos leigos católicos como representantes da Igreja em países não católicos. A encíclica indica que, embora as iniciativas de assistência social devam ser apoiadas, a tarefa principal das missões deve ser a difusão da doutrina católica. 